# Roepera lobulata
Roepera lobulata är en pockenholtsväxtart som först beskrevs av George Bentham, och fick sitt nu gällande namn av Beier & Thulin. Roepera lobulata ingår i släktet Roepera och familjen pockenholtsväxter. Inga underarter finns listade i Catalogue of Life.